# Fernando Roldán
Fernando Roldán (15 ottobre 1921 – 23 giugno 2019) è stato un calciatore cileno, di ruolo difensore.

## Carriera
Prese parte con la nazionale cilena ai Mondiali del 1950 e al Campeonato sudamericano del 1953.